# Кончедаря
Кончедаря (на китайски: 孔雀河; на пинин: Kǒngquè Hé) е река в Западен Китай, в Синдзян-уйгурски автономен регион. Дължина 550 km, площта на водосборния басейн 184 400 km² (заедно с водосборния басейн на езерото Баграшкьол). Река Кончедаря изнича от югозападния ъгъл на езерото Баграшкьол (разположено на 1028 m н.в.) под името Корла, насочва се на запад и югозапад и чрез дълбоко дефиле пресича южните разклонения на планината Тяншан. В района на град Корла излиза от планините, завива на изток и тече по североизточната периферия на пустинята Такламакан. Оттокът ѝ е равномерен целогодишно, като при изхода ѝ от планините е 36 m³/s. В равнината Кончедаря образува сложна система от няколко корита, съединен с протоци. Направлението на течението ѝ често се променя. В годините, когато се влива в езерото Лобнор, то се напълва с вода, а когато напълно отдава водите си отляво в река Тарим, то пресъхва. (Към пролетта на 2022 г., поради почти пълното използване водите на реката за напояване, тя вече не достига до езерото, което от години е напълно пресъхнало, а също и не достига до река Тарим).